# Zuzanna Czyżnielewska
Zuzanna Czyżnielewska (ur. 24 kwietnia 1992 w Bydgoszczy) – polska siatkarka, grająca na pozycji atakującej. Od sezonu 2017/2018 była w składzie Grot Budowlanych Łódź, od połowy sezonu ponownie w drużynie KS Pałac Bydgoszcz, ale w obydwu klubach nie rozegrała żadnego spotkania. W maju 2018 roku ogłosiła zakończenie kariery sportowej z powodu nieprzemijających problemów zdrowotnych.
Reprezentantka Polski juniorek. W 2012 roku zadebiutowała w reprezentacji Polski seniorek przeciwko Rosji podczas turnieju o Puchar Borysa Jelcyna. Wystąpiła w niej 4 razy (stan na koniec 2012 roku).
Młodsza siostra koszykarza Astorii Bydgoszcz, Filipa Czyżnielewskiego.

## Sukcesy klubowe
Mistrzostwa Polski Młodziczek:
- 2007

Mistrzostwa Polski Szkół Gimnazjalnych:
- 2008

Mistrzostwa Polski Szkół Średnich:
- 2009

Mistrzostwa Polski Kadetek:
- 2009

Mistrzostwa Polski Juniorek:
- 2010, 2011
- 2009

Superpuchar Polski:
- 2017